# Mashiko
Mashiko (益子町, Mashiko-machi) és una vila i municipi de la prefectura de Tochigi, a la regió de Kanto, Japó i pertanyent al districte de Haga. Mashiko és un municipi eminentment agrícola, tot i que des dels darrers anys ha esdevingut una ciutat dormitori per als treballadors de Mooka i Utsunomiya.

## Geografia
El municipi de Mashiko està situat al sud del districte de Haga, al sud-est de la prefectura de Tochigi, al nord de la regió de Kanto. El terme municipal de Mashiko limita amb els d'Ichikai i Motegi al nord; amb Mooka a l'oest i amb Sakuragawa, a la prefectura d'Ibaraki, al sud.

### Clima
Mashiko té un clima continental humid, caracteritzat per estiud càlids i hiverns freds amb fortes nevades. La temperatura mitjana anual és de 13,5 graus. La mitjana anual de precipitacions és de 1.378 mil·límetres, sent el setembre el mes més humid. La temperatura mitjana més alta la trobem a l'agost amb vora 25,7 graus i la més baixa al gener amb vora 2,2 graus.

## Història
Des de temps del període Nara, Mashiko va començar i es desenvolupà com una vila fortificada al voltant d'un temple. Des dels primers temps fins a la fi del període Tokugawa, l'àrea va formar part de l'antiga província de Shimotsuke. Durant el període Tokugawa, la vila també va ser un exclau del feu de Kurobane, que es trobava a la zona de Nasu. Després de la restauració Meiji i amb l'aprovació de la nova llei de municipis es fundaren els pobles de Mashiko, Nanai i Tano, pertanyents al districte de Haga, l'1 d'abril de 1889. L'1 de març de 1895 Mashiko esdevé vila i l'1 de juny de 1954 s'annexiona els pobles de Nanai i Tano.

## Demografia
| 1920   | 1930   | 1940   | 1950   | 1960   | 1970   | 1980   |
| ------ | ------ | ------ | ------ | ------ | ------ | ------ |
| 15.920 | 17.034 | 18.347 | 24.542 | 21.121 | 19.844 | 22.104 |
| 1990   | 2000   | 2010   | 2020   | 2030   | 2040   | 2050   |
| 24.317 | 25.685 | 24.351 | 21.841 | -      | -      | -      |

## Transport

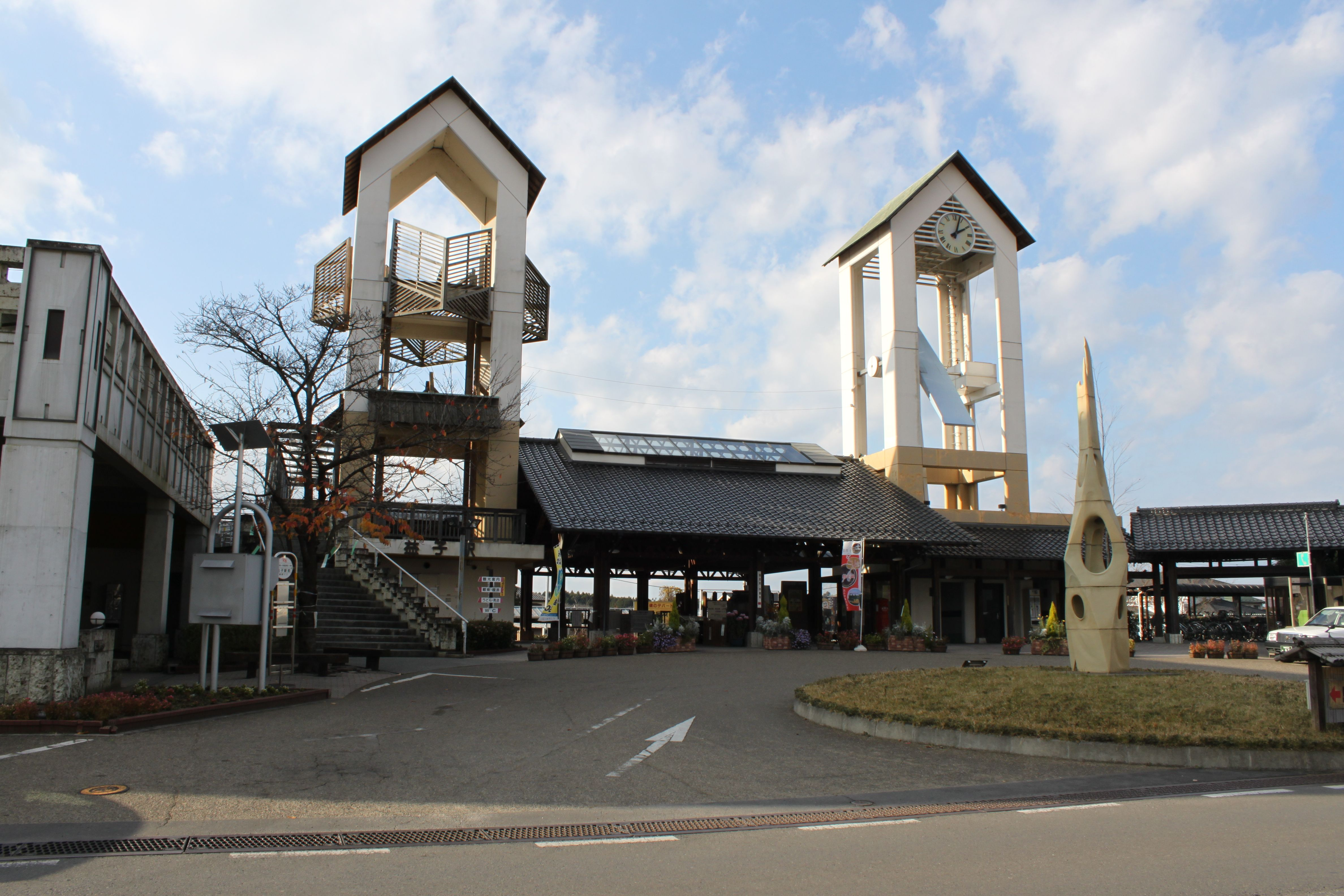
Estació de Mashiko

### Ferrocarril
- Ferrocarril de Mōka
  - Mashiko - Nanai

### Carretera
- Nacional 121 - Nacional 123 - Nacional 294

## Agermanaments
- Ōmu, Hokkaido, Japó.
- Saint Ives, Anglaterra, Regne Unit. (20 de setembre de 2012)